# أسد الله عباسي
أسد الله عباسي ,(من مواليد 1961)هو سياسي إيراني عمل في منصب محافظ ويعمل حاليًا في منصب حاكم مقاطعة جيلان ، منذ أكتوبر 2021.

## النشأة والتعليم
ولد عباسي عام 1961. و حاصل على درجة علمية في التعليم. و حصل على درجة الدكتوراه من جامعة آزاد الإسلامية.

## الحياة المهنية
عباسي هو عضو في البرلمان ، كونه ممثل رودسر. و تولي منصب عضو في لجنة التعليم والبحث في مجلس النواب. ثم أصبح نائب رئيس اللجنة. ثم تعيين عباسي نائبا لوزير العمل آنذاك عبد الرضا شيخ الإسلامي. في 3 فبراير 2013 ، أقال الرئيس محمود أحمدي نجاد شيخ الإسلامي وعُين عباسي وزيراً للعمل بالإنابة.
في 24 أبريل ، اقترحه أحمدي نجاد ،عباسي وزيرا العمل. ووافق المجلس على تعيين عباسي وزيرا في 5 مايو. انتهت ولاية عباسي في 15 أغسطس 2013 وحل محله علي ربيعي في هذا المنصب.